# Движение рационализаторов
Рационализаторство — разработка новых технических решений, направленных на совершенствование деятельности предприятий и организаций, повышение её эффективности. 

## История

### Истоки
Российское государство ещё в 1812 году приняло первый юридический акт по охране изобретений — манифест «О привилегияхъ на разныя изобретения и открытия въ художествахъ и ремеслахъ». Документ состоял из 21 параграфа и ознаменовал переход государства  к защите изобретений и рационализаторских предложений. Однако на протяжении последующих 120 лет подобная интеллектуальная деятельность не выходила за рамки индивидуальных занятий, не стала всеобщей, что не способствовало воплощению широких новаторских возможностей масс.

### Рационализация и изобретательство в СССР
В 1921 г. в программной статье «Наши задачи»  родоначальник советской системы НОТ А.К.Гастев предложил программу «социальной инженерии», основанную на следующих методологических принципах управления и организации труда в социалистическом хозяйстве:
1. решающий фактор развития организации труда — техника и логика движения технологии, в которую включается новый тип работника;
2. современное поточно-массовое производство требует превращения каждого станка в исследовательскую лабораторию, где разворачивается "поиск всего нового, рационального, экономного";
3. становление культуры труда определяется «методологией машинной работы с её аналитизмом, учётом массовых величин, нормировкой».

А. Гастев рассматривал «социальную инженерию» как научно-прикладной метод, решающий комплексную проблему в системе «машина-человек», требующей научного эксперимента и технической рационализации.
Инновационные подходы изобретателей и рационализаторов начали проявляться в 1920-е годы. В 1923 г. возникла «Лига Время» —  добровольное общество по рационализации использования времени на производстве и в быту, через год переименованное в лигу «НОТ».  В 1929 г. донбасский инженер К.Карташов начал движение за непрерывность угледобычи, сократив за счёт улучшения организации труда переноску конвейера с 8 до 4 часов. Затем инженер-механик Либхарт разработал метод передвижения конвейерной установки без её разборки, что сократило время на перемещение конвейера в шахте до 10-12 минут. «Карташов немедленно взял новый метод переноски конвейера на вооружение. Лава заработала беспрерывно, давая угледобычу практически в течение суток. Это произвело настоящую революцию на шахтах Донбасса. С 1931 года пошёл целый поток творческих начинаний шахтёров, что послужило своеобразным примером для всех горняков страны».
Для популяризации движения начал выпускаться специализированный научно-популярный иллюстрированный ежемесячный журнал «Рационализатор», выходивший с 1929 года и содержавший десятки различных новаторских решений советских граждан. В первом номере журнала с приветственным словом «Массы, вместо единиц» выступил Альберт Эйнштейн.
Индустриализация в СССР была тесно связана со внедрением достижений технического прогресса, вовлечением в сферу изобретательства и рационализации широких кругов инженеров, специалистов и квалифицированных работников. Эту работу поддерживали крупнейшие учёные: А. А. Байков, И. М. Губкин, А. Ф. Иоффе, Г. М. Кржижановский, А. М. Терпигорев, А. Н. Туполев, К. Э. Циолковский, А. Ф. Шорин и другие.
Советское руководство видело в движении рационализаторов и изобретателей большой потенциал роста экономики, что требовало централизации и координации усилий. Постановлением ЦК ВКП(б) от 26 октября 1930 года «О положении массового изобретательства под углом влияния на рационализацию производства» было одобрено решение ВЦСПС об организации массового добровольного Всесоюзного общества изобретателей (ВОИЗ, 1932—1938 годы). К учредительному Всесоюзному съезду новаторов, который проходил в Москве с 15 по 20 января 1932 года в Колонном зале Дома Союзов, вновь образованное общество уже насчитывало 300 тыс. членов.
Для создания финансовых стимулов согласно совместному решению Центрального исполнительного комитета и Правительства Советского Союза от 13 августа 1931 г. на всех предприятиях были созданы фонды содействия изобретательству и рационализации. Рационализаторы и стахановцы награждались орденами, они становились популярными людьми и примерами для подражания. Так, только на Азово-Черноморской железной дороге «за перевыполнение государственного плана железнодорожных перевозок 1935 года и 1 квартала 1936 года, за достигнутые успехи в деле лучшего использования технических средств железнодорожного транспорта и его предприятий» указом от 4 апреля 1936 г. были награждены 13 работников, в том числе орденом Ленина — начальник Кавказского отделения паровозного хозяйства Г. Г. Марченко, машинист П. И. Соловцев (депо Кавказская), орденом Трудового Красного Знамени — машинист А. П. Гура (депо Краснодар), составитель поездов А. И. Лоза (станция Кавказская), начальник станции Армавир Г. М. Напрягло, машинисты А. Ф. Проценко (Краснодарское паровозное депо),  Р. Г. Пузырнов (Белореченская), А. А. Храповицкий (станция Кавказская), стрелочник В. П. Шапченко  (станция Краснодар). Ордена Знак Почёта были удостоены помощник машиниста М. Я. Голозубов (депо Кавказская), инженер-начальник Сочинской дистанции пути Ф. С. Кирнозов, диспетчер Краснодарского отделения службы эксплуатации Е. А. Муравьёв; слесарь Тихорецкого паровозоремонтного завода А. В. Харичкин.
В послевоенный период было принято Положение об открытиях, изобретениях и рационализаторских предложениях, реализацию которого контролировал Государственный комитет Совета Министров СССР по делам изобретений и открытий. На низовом уровне изобретательской и рационализаторской работой руководили бюро по рационализации и изобретательству (БРИЗы).
В их функции входили:
- планирование изобретательской и рационализаторской работы;
- издание тематических сборников по рационализации и изобретательству;
- организация конкурсов, смотров и других мероприятий для развития творческой инициативы изобретателей и рационализаторов;
- приём, регистрация, рассмотрение рационализаторских предложений и выдача удостоверений на них;
- отбор изобретений и рационализаторских предложений для использования;
- организация выплаты вознаграждений за изобретения и рационализаторские предложения и премий за содействие изобретательству и рационализации.

В 1958 г. было создано Всесоюзное общество изобретателей и рационализаторов (ВОИР), с первичными ячейками в сфере производства, проектирования, конструирования.
Рационализаторскими признавались предложения ИТР и научных работников, улучшающие технические характеристики проектов и относящиеся:
1) к разработанным этими работниками проектам (рабочим чертежам или техническому проекту) — после их утверждения;
2) к конструкции — после приёмки серийного (головного) образца;
3) к технологическому процессу — после его запуска в эксплуатацию в установленном порядке.
В конце 1980-х годов в СССР в движении рационализаторов участвовало более 118 тысяч ведущих предприятий и свыше 14,5 млн изобретателей и рационализаторов. За счёт рацпредложений в Советском Союзе обеспечивалось 30-35% общего роста производительности труда, 50-60% экономии материальных и сырьевых и около 80% экономии топливно-энергетических ресурсов. Но с прекращением существования СССР в 1991 году число зарегистрированных изобретений сократилось в четыре раза.

 
Движение рационализаторов было одним из столпов советской производственной культуры. У него очень глубокие корни. Всесоюзное общество рационализаторов и изобретателей было основано в 1932 году. За годы своего существования превратилось в масштабную систему, которая не имела аналогов в мире. К моменту распада СССР, к 1988‒1989 годам, в него входили почти 15 миллионов человек. Это не просто движение, это огромный пласт культуры.
— Андрей Белоусов, первый заместитель Председателя Правительства Российской Федерации 
Движение рационализаторов и изобретателей в СССР было встроено не только в практику стахановского движения, соцсоревнований, но и в коренную технико-технологическую реконструкцию всего промышленного производства, воспринималось и продвигалось как общественный приоритет внутренней экономической политики.  Согласно Постановлению Совмина СССР «Об утверждении положения об открытиях, изобретениях и рационализаторских предложениях и инструкции о вознаграждении за открытия, изобретения и рационализаторские предложения» от 24 апреля 1959 года работы по внедрению изобретений и рационализаторских предложений включались в планы предприятий и организаций.

### Признание и популяризация

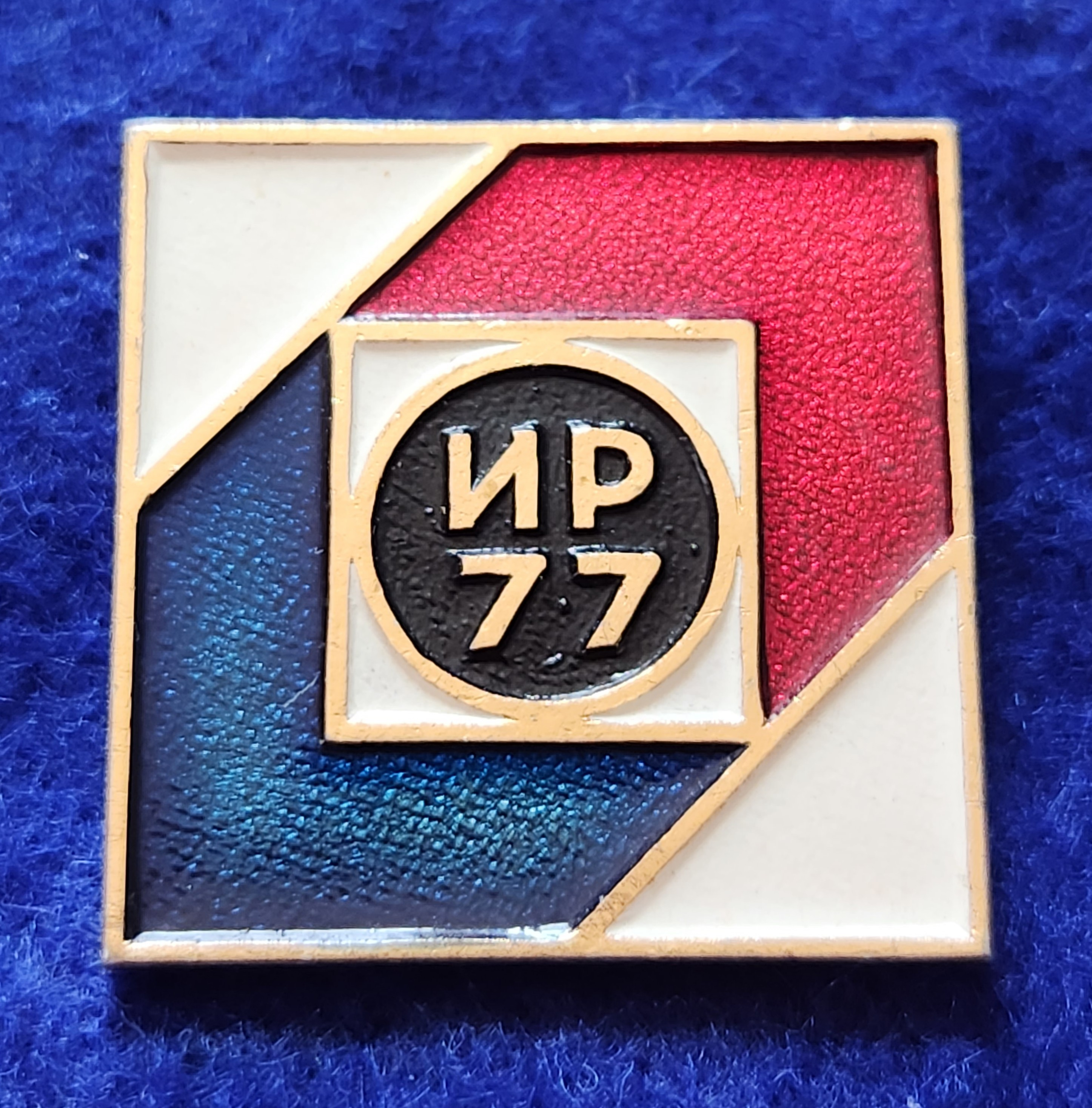
Изобретатель рационализатор значок выставки 1977 года

В 1973 году ВОИР было награждено орденом Ленина за достижения в популяризации изобретательства и рационализации.
Специализированный журнал «Изобретатель и рационализатор» получил Знак Почёта (в 1979 г).
В 1981 году утверждено Почётное звание «Заслуженный изобретатель СССР».
Указом  Президиума Верховного Совета СССР от 24 января 1979 года был учреждён ежегодный официальный праздник «Всесоюзный день изобретателя и рационализатора», который широко отмечался в последнюю субботу июня. В современной России в это же время продолжают отмечать «День изобретателя и рационализатора».
В СССР популярность изобретательства и рационализаторства поддерживалась в СМИ. На Центральном телевидении выходила специальная передача ЭВМ (Это Вы Можете).  Для подростков и молодёжи издавались популярные иллюстрированные журналы технического творчества: «Юный техник», «Моделист-конструктор»,«Техника - молодёжи», «Химия и жизнь».  Группа единомышленников под руководством Генриха Альтшуллера создала и развивала методику «ТРИЗ» -Теорию решения изобретательских задач, нацеленную развитие и воспитание коллективного творчества, получившую международное признание.

## Возрождение рационализаторства
Современные авторы отмечают, что деятельность рационализаторов реализуется в социальной среде, и такую среду необходимо организовывать.
Рационализаторы и изобретатели как социально активный элемент общества, его движущее меньшинство создают импульсы экономики и отличаются следующими признаками:
- желание влиять на содержание и результаты труда;
- ориентация на реальные, а не мифические достижения;
- ответственность за последствия своих действий;
- использование любых возможностей для реализации своего личностного потенциала;
- открытость нововведениям.

Количество изобретателей и рационализаторов с момента образовании Всероссийского общества в 1991 году сократилось с 3.5 млн до 100 тыс. человек, что потребовало усилий со стороны государства для возрождения этой творческой деятельности.
С 2021 года Агентство развития навыков и профессий совместно с Министерством экономического развития Российской Федерации реализует новые меры поддержки предприятиям — участникам национального проекта «Производительность труда». Ключевой вектор — возрождать, поощрять и поддерживать движение рационализаторов. Работа ведётся в партнерстве с Агентством стратегических инициатив по продвижению новых проектов (АСИ).